# Campagne, Oise
Campagne är en kommun i departementet Oise i regionen Hauts-de-France i norra Frankrike. Kommunen ligger i kantonen Guiscard som tillhör arrondissementet Compiègne. År 2022 hade Campagne 160 invånare.

## Befolkningsutveckling
Antalet invånare i kommunen Campagne
| Referens: INSEE |